# Oxyethira bicornuta
Oxyethira bicornuta är en nattsländeart som beskrevs av Darcy B. Kelley 1983. Oxyethira bicornuta ingår i släktet Oxyethira och familjen smånattsländor. Inga underarter finns listade i Catalogue of Life.